# Анатолико (Кожани)
Анатолико (грч. Ανατολικό) је насељено место у општини Кожани у периферији Западна Македонија, Грчка. Према попису из 2021. године било је 27 становника.
Према бугарском географу и историчару, Василу Канчову, у Анатолику је 1900. године живело 119 Турака. Године 1923. турско становништво је принудно исељено у Турску а на њихово место су насељене грчке избегличке породице, којих је на попису из 1928. године било 116. Село се раније звало Евренесли.